# شیوا (لاهیجان)
شیوا یک روستا در ایران است که در دهستان لفمجان واقع شده‌است. شیوا ۲۰۴ نفر جمعیت دارد.